# Seattle Kraken
Die Seattle Kraken (IPA: [sɪˈætəl ˈkrɑːkən]) sind ein US-amerikanisches Eishockeyfranchise der National Hockey League (NHL) aus Seattle im Bundesstaat Washington. Es wurde am 4. Dezember 2018 gegründet und nahm mit Beginn der Saison 2021/22 als 32. Team der Liga den Spielbetrieb auf. Die Mannschaft spielt in der Pacific Division der Western Conference und trägt ihre Heimspiele in der Climate Pledge Arena aus.

## Geschichte

### Eishockey in Seattle

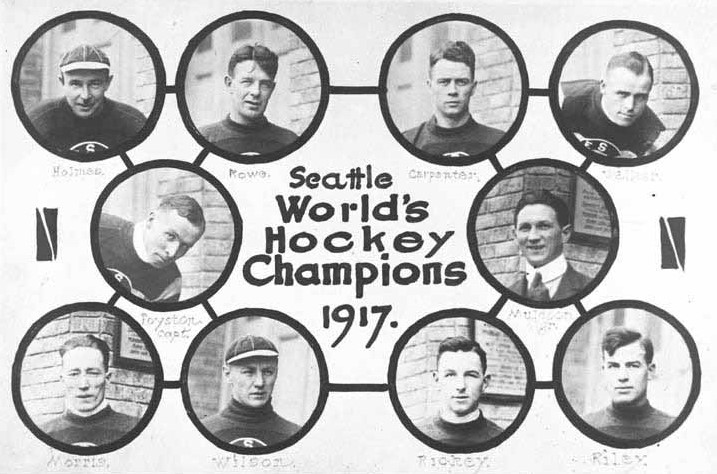
Die Seattle Metropolitans – Stanley-Cup-Sieger des Jahres 1917

Der Eishockeysport blickt in Seattle auf eine lange Tradition zurück, so erhielt die Metropole des Pazifischen Nordwestens bereits im Jahre 1915 mit den Seattle Metropolitans ihre erste Profimannschaft. Das Team, das am Spielbetrieb der Pacific Coast Hockey Association (PCHA) teilnahm, hatte zwar nur neun Jahre Bestand, errang allerdings im Jahre 1917 als erste US-amerikanische Mannschaft den Stanley Cup. Nach Auflösung der PCHA stellte die Pacific Coast Hockey League (PCHL) in der ersten Hälfte des 20. Jahrhunderts eine Reihe von in Seattle ansässigen Minor-League-Teams, darunter die Eskimos, die Olympics und Seahawks, die Ironmen sowie die Stars. Ab 1952 trat die Western Hockey League die Nachfolge der PCHL an und war in Seattle durch die Seattle Totems und deren Vorgänger vertreten, wobei jedoch nur die Totems über einen längeren Zeitraum (1958–1975) Bestand hatten. Mit der Auflösung der Totems endete vorerst auch die Ära des professionellen Eishockeys in der Stadt, da seit 1977 nur noch die bis heute bestehenden Seattle Thunderbirds (gegründet als Breakers) am Spielbetrieb der Western Hockey League teilnehmen, einer Juniorenliga gleichen Namens.

### Expansion
In den späten 1960er- und 1970er-Jahren expandierten alle vier großen nordamerikanischen Sportligen nach Seattle: Die NBA mit den Seattle SuperSonics (1967), die NFL mit den Seattle Seahawks (1974) und die MLB mit den Seattle Mariners (1977), während auch die NHL der Stadt am 12. Juni 1974 ein Expansion-Team zusprach. Die Totems sollten fortan unter gleichem Namen in der höchsten Eishockeyliga des Landes antreten, jedoch führte vor allem die unsichere Finanzierung dazu, dass die NHL ihre Zusage im folgenden Sommer zurückzog. Im Jahre 1990 scheiterte ein weiterer Versuch, ein NHL-Franchise nach Seattle zu bringen, abermals an finanziellen Fragen sowie an den Eigenheiten der KeyArena. Zum einen waren die SuperSonics nicht bereit, ihre Spielstätte mit einem Eishockeyteam zu teilen, zum anderen war die Bauweise der Arena nicht auf Eishockey ausgelegt, sodass es zu Sichtbehinderungen kam.
Im Laufe der folgenden Jahre wurde eine Expansion regelmäßig diskutiert, insbesondere seit dem Umzug der SuperSonics nach Oklahoma City. Darüber hinaus hielten sich Gerüchte, dass die Phoenix Coyotes verkauft werden und nach Seattle verlegt werden sollten. Parallel dazu veröffentlichte Nate Silver im Jahre 2013 eine Studie, nach der Seattle unter allen US-amerikanischen Städten ohne NHL-Team die größte Anzahl an Fans stellt. Schließlich genehmigte die Stadtverwaltung im Dezember 2017 größere Umbaumaßnahmen an der KeyArena, sodass die NHL bekanntgab, eine Expansion in Betracht zu ziehen. Die offizielle Bewerbung wurde am 13. Februar 2018 von einer Gruppe von Eigentümern mit Jerry Bruckheimer und David Bonderman an der Spitze eingereicht. Ferner wurde Dave Tippett bereits im Juni 2018 als Berater engagiert.
Am 4. Dezember 2018 wurde Seattle schließlich offiziell ein Expansion-Team von der NHL zugesprochen, das ab der Spielzeit 2021/22 den Spielbetrieb aufnehmen soll. Die Mannschaft soll in die Pacific Division der Western Conference eingegliedert werden, während die Arizona Coyotes in die Central Division wechseln, sodass fortan jede Division mit acht Teams besetzt ist. Zudem soll, wie bereits 2017 für die Vegas Golden Knights, ein Expansion Draft abgehalten werden. Insgesamt bezahlt das Eigentümerkonsortium eine Aufnahmegebühr von 650 Millionen US-Dollar, 150 Millionen US-Dollar mehr als noch die Golden Knights vor knapp zwei Jahren.
Im August 2019 wurde Ron Francis als Seattles erster General Manager vorgestellt, der somit den sportlichen Aufbau der Mannschaft verantworten soll. Das Hall-of-Fame-Mitglied war zuvor in gleicher Funktion bereits für die Carolina Hurricanes tätig.
Am 23. Juli 2020 wurden schließlich der Name „Kraken“ sowie das Teamlogo vorgestellt und die Teilnahme am NHL Expansion Draft 2021 im Juni 2021 angekündigt, der später auf den 21. Juli 2021 terminiert wurde. Am 30. April 2021 zahlte das Franchise die letzte Rate seiner Expansionsgebühr und wurde von Commissioner Gary Bettman offiziell als 32. Mitglied der NHL begrüßt. Darüber hinaus wurde Dave Hakstol im Juni 2021 als erster Cheftrainer der Kraken vorgestellt. Wenig später gaben die Kraken bekannt, sich die Charlotte Checkers als AHL-Farmteam mit den Florida Panthers in der Spielzeit 2021/22 zu teilen, da die Mannschaft in Palm Springs erst zur Saison 2022/23 den Spielbetrieb aufnehmen soll.
Im Expansion Draft sicherte sich das Team in der Folge unter anderem die Rechte an Mark Giordano, Adam Larsson, Jordan Eberle und Yanni Gourde, ging jedoch insgesamt deutlich zurückhaltender vor als die Vegas Golden Knights vor vier Jahren. Dies einerseits im Hinblick auf das genutzte Gehaltsvolumen sowie andererseits auf eventuelle Absprachen mit den anderen Franchises, so fanden keinerlei Nebenabsprachen (Side Deals) statt, die Vegas 2017 noch eine Reihe von zusätzlichen Spielern und Draft-Wahlrechten eingebracht hatten. Zudem blieb eine Reihe von verfügbaren Stars unberücksichtigt, darunter Carey Price, Gabriel Landeskog, Wladimir Tarassenko oder Ryan Johansen.
Ihre Debütsaison 2021/22 beendeten die Kraken auf dem letzten Platz der Pacific Division sowie als 30. der 32. NHL-Teams, sodass diese im häufig angestellten Vergleich mit den Vegas Golden Knights eher enttäuschend ausfiel. Während der Spielzeit gaben sie zudem eine Reihe von Spielern ab, darunter Giordano, Calle Järnkrok und Mason Appleton, und sicherten sich dafür weitere Wahlrechte in den anstehenden Drafts. Bereits in der Spielzeit 2022/23 allerdings gelang erstmals der Einzug in die Playoffs, wobei die Kraken nach einem 4:3-Sieg über Colorado in der zweiten Runde an den Dallas Stars scheiterten.

## Arena

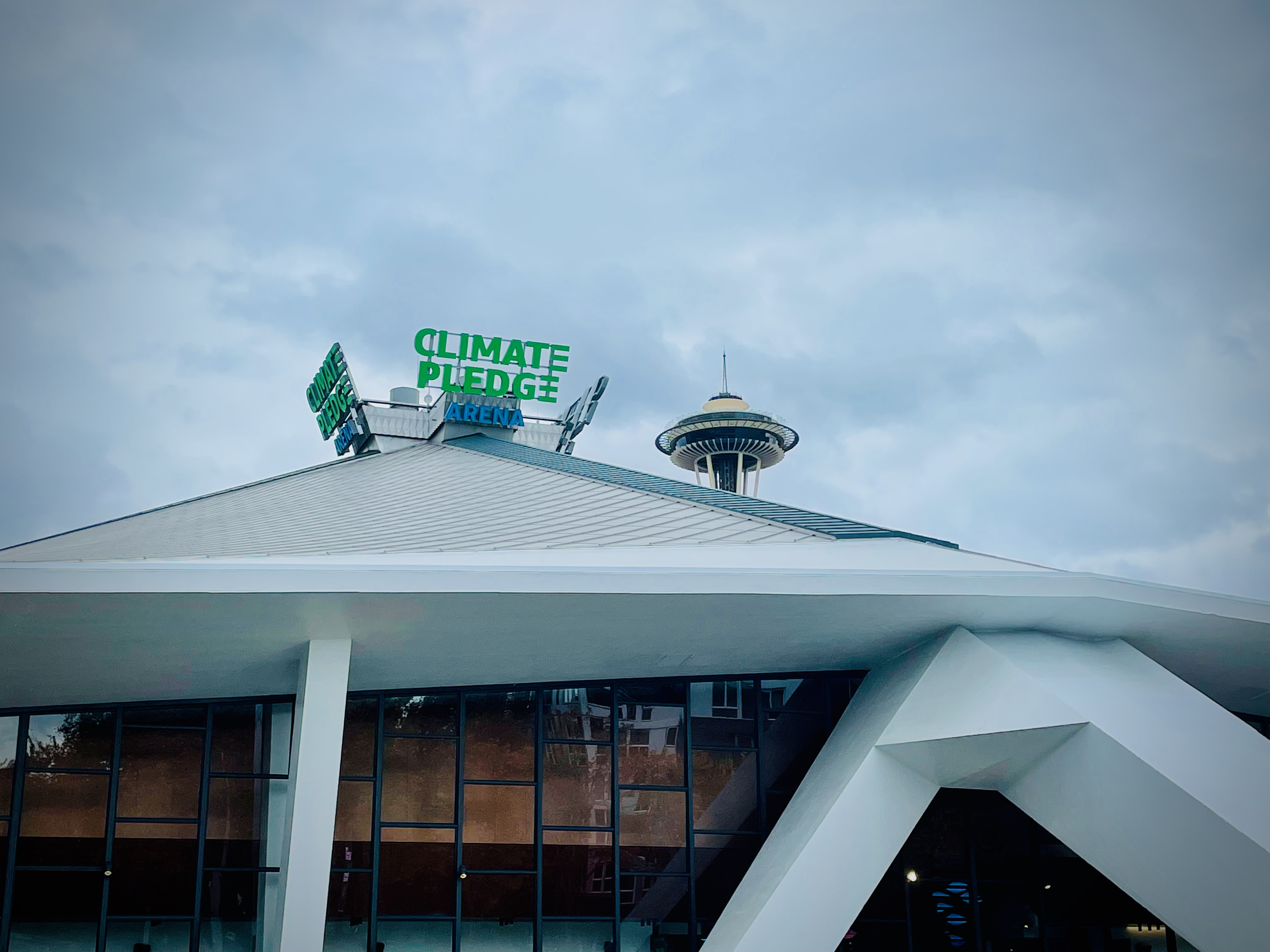
Die Climate Pledge Arena im Oktober 2021 mit der Space Needle im Hintergrund

Die Kraken tragen ihre Heimspiele in der Climate Pledge Arena aus. Die im Zentrum von Seattle gelegene Arena ist eine 930 Millionen Dollar teure Umgestaltung der ehemaligen KeyArena und des Seattle Center Coliseum. Amazon kaufte die Namensrechte an der Climate Pledge Arena und entschied sich dafür, sie nach seinen Umweltzielen zu benennen. Das Trainingszentrum des Teams, der Kraken Community Iceplex, befindet sich in der Northgate Station und wurde im September 2021 eröffnet. Die Anlage verfügt über drei Eisbahnen und ist auch für die Öffentlichkeit zugänglich.

## Farmteams
Ende Juni 2019 wurde bekannt, dass die Investorengruppe sich auch bei der American Hockey League (AHL) um ein Franchise beworben hat, das in Palm Springs im Bundesstaat Kalifornien ebenfalls 2021 den Spielbetrieb aufnehmen und als Farmteam der Kraken fungieren soll. Da der Bau einer neuen Arena dort jedoch nicht zustande kam, wurde im September 2020 bekanntgegeben, dass Palm Desert die neue Heimat des Farmteams werden solle. Das Team erhielt im November 2021 den Namen Coachella Valley Firebirds, während bereits im Juni 2021 der Spatenstich der neuen Acrisure Arena stattfand.
Die Charlotte Checkers, das primäre AHL-Farmteam der Florida Panthers, fungierten in der Saison 2021/22 aufgrund der erwähnten Verzögerung in Palm Springs auch als Farmteam der Seattle Kraken. Die Checkers waren das Farmteam der Carolina Hurricanes, während der General Manager der Kraken, Ron Francis, für die Hurricanes tätig war. Zur Saison 2022/23 nahmen dann die Firebirds den Spielbetrieb auf, während man in der ECHL eine Kooperation mit den Kansas City Mavericks einging.

## Erfolge und Auszeichnungen

### NHL Awards
| Auszeichnung           | Name          | Saison  |
| Calder Memorial Trophy | Matty Beniers | 2022/23 |

In der zweiten Saison des Teams wurde Matty Beniers zum ersten, mit einer individuellen Trophäe geehrten Akteur der Kraken, indem er mit der Calder Memorial Trophy als bester Rookie der Liga ausgezeichnet wurde.

### Nominierungen zum NHL All-Star Game
| Jahr | Name               |
| ---- | ------------------ |
| 2023 | Matty Beniers*     |
| 2024 | Oliver Bjorkstrand |

*verletzungsbedingte Absage

## Saisonstatistik
Abkürzungen: GP = Spiele, W = Siege, L = Niederlagen, OTL = Niederlagen nach Overtime bzw. Shootout, Pkt = Punkte, GF = Erzielte Tore, GA = Gegentore
| Saison  | GP  | W   | L   | OTL | Pts | GF  | GA   | Platz                | Playoffs                                                                                           |
| 2021/22 | 82  | 27  | 49  | 6   | 60  | 213 | 284  | 8., Pacific Division | nicht qualifiziert                                                                                 |
| 2022/23 | 82  | 46  | 28  | 8   | 100 | 289 | 252  | 4., Pacific Division | Sieg im Conference-Viertelfinale, 4:3 (Colorado) Niederlage im Conference-Halbfinale, 3:4 (Dallas) |
| 2023/24 | 82  | 34  | 35  | 13  | 81  | 214 | 232  | 6., Pacific Division | nicht qualifiziert                                                                                 |
| 2024/25 | 82  | 35  | 41  | 6   | 76  | 247 | 265  | 7., Pacific Division | nicht qualifiziert                                                                                 |
| Gesamt  | 328 | 142 | 153 | 33  | 317 | 963 | 1033 |                      | 1 Playoff-Teilnahme 2 Serien: 1 Siege, 1 Niederlage 14 Spiele: 7 Siege, 7 Niederlagen              |

## Franchiserekorde
Im Folgenden werden ausgewählte Spielerrekorde des Franchise sowohl über die gesamte Karriere als auch über einzelne Spielzeiten aufgeführt.

### Karriere
|                                   | Name          | Anzahl                                   |
| Meiste Spiele                     | Adam Larsson* | 327 (in 4 Spielzeiten)                   |
| Meiste aufeinanderfolgende Spiele | Adam Larsson* | 239 (12. Oktober 2021 bis 3. April 2024) |
| Meiste Tore                       | Jared McCann* | 118                                      |
| Meiste Vorlagen                   | Vince Dunn*   | 141                                      |
| Meiste Punkte                     | Jared McCann* | 243 (118 Tore + 125 Vorlagen)            |
| Meiste Strafminuten               | Vince Dunn*   | 229                                      |
| Meiste Shutouts                   | Joey Daccord* | 5                                        |

* aktiver Spieler der Kraken; Stand nach Ende der Saison 2024/25

### Saison
|                               | Name                      | Anzahl                     | Saison          |
| Meiste Tore                   | Jared McCann              | 40                         | 2022/23         |
| Meiste Vorlagen               | Vince Dunn                | 50                         | 2022/23         |
| Meiste Punkte                 | Jared McCann              | 70 (40 Tore + 30 Vorlagen) | 2022/23         |
| Meiste Punkte als Rookie      | Matty Beniers             | 57 (24 Tore + 33 Vorlagen) | 2022/23         |
| Meiste Punkte als Verteidiger | Vince Dunn                | 64 (14 Tore + 50 Vorlagen) | 2022/23         |
| Meiste Strafminuten           | Yanni Gourde              | 78                         | 2023/24         |
| Meiste Siege als Torhüter     | Martin Jones Joey Daccord | 27                         | 2022/23 2024/25 |

## Trainer
Im Juni 2021 wurde bekanntgegeben, dass Dave Hakstol der erste Cheftrainer der Kraken werden soll. Dieser hatte in gleicher Funktion bereits die Philadelphia Flyers betreut. Er hatte diese Funktion bis zum Ende der Saison 2023/24 inne und wurde anschließend durch Dan Bylsma ersetzt. Als Assistenztrainerin wurde Jessica Campbell am 3. Juli 2024 eingestellt und ist damit die erste weibliche Trainerin in der Geschichte der NHL, die diese Position innehat. Bylsma wiederum entließ man bereits nach einer Saison im April 2025 wieder und installierte Lane Lambert als seine Nachfolge.

## General Manager
Am 18. Juli 2019 gaben die Kraken bekannt, dass Ron Francis der erste General Manager des Team werden wird.

## Spieler

### Kader der Saison 2024/25
Stand: 23. Juni 2025
| Nr. | Nat.               | Spieler             | Pos. | Geburtsdatum      | in Org. seit | Geburtsort                        |
| --- | ------------------ | ------------------- | ---- | ----------------- | ------------ | --------------------------------- |
| 35  | Vereinigte Staaten | Joey Daccord        | G    | 19. August 1996   | 2021         | North Andover, Massachusetts, USA |
| 31  | Deutschland        | Philipp Grubauer    | G    | 25. November 1991 | 2021         | Rosenheim, Deutschland            |
| 29  | Kanada             | Vince Dunn          | D    | 29. Oktober 1996  | 2021         | Mississauga, Ontario, Kanada      |
| 41  | Kanada             | Ryker Evans         | D    | 13. Dezember 2001 | 2022         | Calgary, Alberta, Kanada          |
| 6   | Schweden           | Adam Larsson – A    | D    | 12. November 1992 | 2021         | Skellefteå, Schweden              |
| 28  | Kanada             | Josh Mahura         | D    | 5. Mai 1998       | 2024         | St. Albert, Alberta, Kanada       |
| 62  | Kanada             | Brandon Montour     | D    | 11. April 1994    | 2024         | Brantford, Ontario, Kanada        |
| 24  |                    | Jamie Oleksiak      | D    | 21. Dezember 1992 | 2021         | Toronto, Ontario, Kanada          |
| 10  | Vereinigte Staaten | Matty Beniers – A   | C    | 5. November 2002  | 2021         | Hingham, Massachusetts, USA       |
| 7   | Kanada             | Jordan Eberle – C   | RW   | 15. Mai 1990      | 2021         | Regina, Saskatchewan, Kanada      |
| 21  | Vereinigte Staaten | Michael Eyssimont   | C    | 9. September 1996 | 2025         | Littleton, Colorado, USA          |
|     | Kanada             | Frédérick Gaudreau  | C    | 1. Mai 1993       | 2025         | Granby, Québec, Kanada            |
| 15  | Vereinigte Staaten | John Hayden         | RW   | 14. Februar 1995  | 2022         | Chicago, Illinois, USA            |
| 84  | Finnland           | Kaapo Kakko         | RW   | 13. Februar 2001  | 2024         | Turku, Finnland                   |
| 12  | Kanada             | Tye Kartye          | LW   | 30. April 2001    | 2022         | Kingston, Ontario, Kanada         |
|     | Kanada             | Mason Marchment     | LW   | 18. Juni 1995     | 2025         | Uxbridge, Ontario, Kanada         |
| 19  | Kanada             | Jared McCann        | C    | 31. Mai 1996      | 2021         | Stratford, Ontario, Kanada        |
| 17  | Kanada             | Jaden Schwartz – A  | LW   | 25. Juni 1992     | 2021         | Melfort, Saskatchewan, Kanada     |
| 9   | Kanada             | Chandler Stephenson | C    | 22. April 1994    | 2024         | Saskatoon, Saskatchewan, Kanada   |
| 20  | Finnland           | Eeli Tolvanen       | LW   | 22. April 1999    | 2022         | Vihti, Finnland                   |
|     | Kanada             | Joe Veleno          | C    | 13. Januar 2000   | 2025         | Montréal, Québec, Kanada          |
| 51  | Kanada             | Shane Wright        | C    | 5. Januar 2004    | 2022         | Burlington, Ontario, Kanada       |

### Mannschaftskapitäne
| Jahr      | Mannschaftskapitän (C)  | Assistenzkapitäne (A)                                     |
| 2021–2022 | Mark Giordano           | Jordan Eberle, Yanni Gourde, Adam Larsson, Jaden Schwartz |
| 2022–2024 | kein Mannschaftskapitän | Jordan Eberle, Yanni Gourde, Adam Larsson, Jaden Schwartz |
| seit 2024 | Jordan Eberle           | Matty Beniers, Yanni Gourde, Adam Larsson, Jaden Schwartz |

Wenige Tage vor Beginn der Debütsaison wurde Mark Giordano als erster Mannschaftskapitän des Teams ernannt, der dieses Amt bereits bei den Calgary Flames innehatte. Ihm wurden mit Adam Larsson, Jordan Eberle, Yanni Gourde und Jaden Schwartz vier Assistenzkapitäne zur Seite gestellt, die bei Heim- und Auswärtsspielen wechseln. Giordano verließ das Team allerdings bereits im März 2022. Anschließend folgte eine Zeit ohne festen Kapitän, ehe Jordan Eberle dieses Amt im Oktober 2024 übernahm.

### Gesperrte Trikotnummern
| Nr. | Name                    | Sperrdatum                 |
| 32  | Fans der Seattle Kraken | 23. Oktober 2021           |
| 99  | Wayne Gretzky           | 6. Februar 2000 (ligaweit) |

Beim ersten Heimspiel sperrten die Seattle Kraken die Trikotnummer 32 und ehrten damit ihre Fans, da sich 32.000 von ihnen bereits am ersten möglichen Tag um Dauerkarten für die Saison 2021/22 beworben hatten. Darüber hinaus ist die Nummer 99 von Wayne Gretzky seit 2000 ligaweit gesperrt.

### Erstrunden-Wahlrechte im NHL Entry Draft
| Name          | Jahr | Draft-Position |
| Matty Beniers | 2021 | 2.             |
| Shane Wright  | 2022 | 4.             |
| Eduard Šalé   | 2023 | 20.            |
| Berkly Catton | 2024 | 8.             |
| Jake O’Brien  | 2025 | 8.             |

In ihrem ersten NHL Entry Draft 2021 stiegen die Seattle Kraken über die Draft-Lotterie eine Position auf und zogen in der Folge den US-amerikanischen Center Matty Beniers an zweiter Position. Es folgten Shane Wright, Eduard Šalé, Berkly Catton und Jake O’Brien in den folgenden Jahren.